# Rendsburg
Rendsburg (tiếng Đan Mạch: Rendsborg) là một đô thị thuộc quận Rendsburg-Eckernförde, bang Schleswig-Holstein, Đức. Dân số of 28,476.

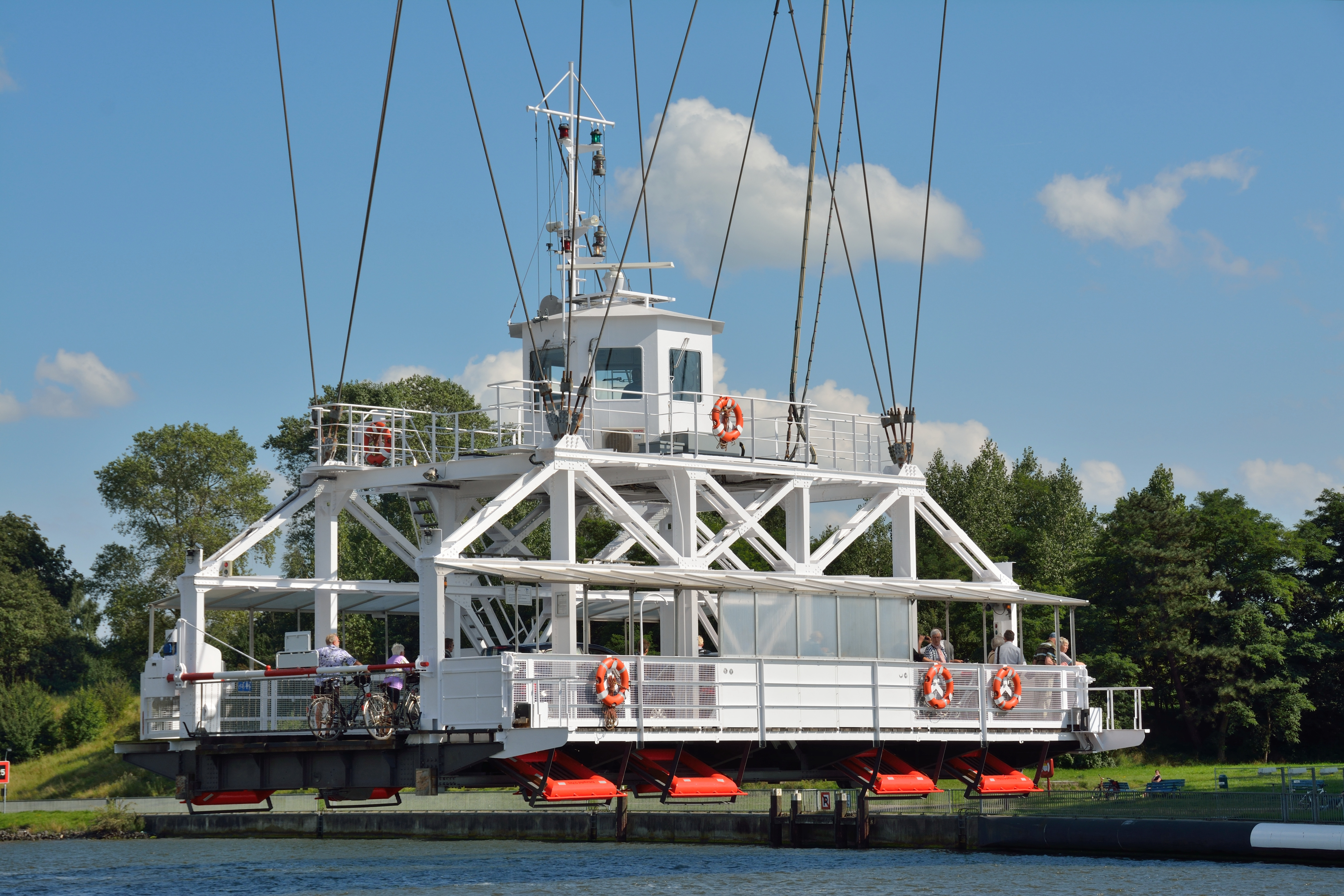
Close view of transporter bridge.

## Thành phố kết nghĩa
- Lancaster, Vương quốc Anh, từ năm 1950
- Vierzon, Pháp, từ năm 1954
- Aalborg, Đan Mạch, từ năm 1967
- Haapsalu, Estonia, từ năm 1989
- Kristianstad, Thụy Điển, từ năm 1992
- Skien, Na Uy, từ năm 1995
- Rathenow, Đức, từ năm 1989

Rendsbug cũng có thỏa thuận hữu nghị với các thành phố:
- Almere, Hà Lan, từ năm 1994
- Piteå, Thụy Điển, từ năm 1978
- Racibórz, Ba Lan, từ năm 1995